# 迷你密纹唱片
迷你密纹唱片或迷你专辑（英語：或）是一种时长较短的黑胶专辑、密纹唱片，通常以较“全长”专辑更低的价格出售。相较EP，迷你专辑有更多的曲目，时长也稍微增加。在华语地区，音乐产业的繁盛期在CD出现后，迷你专辑常与EP（英語：Extended play，也称細碟）的概念混用。日本曾出现过名为“迷你唱片套”（英語：mini LP sleeve）或“纸袋”（英語：paper jacke）的CD包装形式，与迷你专辑没有关联。
在韩国，迷你专辑是一种包含4–7首曲目的音乐发行形式，短于完整专辑（常称“正规专辑”）但长于单曲专辑，并被视作EP的同义词。但是，有的音乐发行商会将超过7首歌的迷你专辑分类为专辑。发行时序常被置于迷你专辑的标题中，如2NE1的2NE1 1st Mini Album和TWICE的Taste of Love: The 10th Mini Album。

## 历史
1980年代早期，作为唱片公司面向比全长、全价的专辑更廉价的细分市场的品类，迷你专辑开始流行。事实上，1970年代末期已有一些先行者，如John Cooper Clarke的《重返幸福》，以10英寸格式发行。迷你专辑最初使用10英寸或12英寸的乙烯基唱片作为物理介质，20至30分钟长，包括约7首曲目。这种格式通常被用作向市场介绍新乐队，或作为老牌乐队在其主要专辑之间发行过渡性作品。史诗唱片在1980年代早期开创了10英寸的“Nu-Disk”格式（如廉价把戏1980年发行的《Found All the Parts》），但在市场上遇冷，12英寸的迷你专辑更受欢迎。著名的迷你专辑作品如U2乐团的《血红天空之下》，在1983年的英国单曲榜上达到过第二位，以及滴蜜器乐队的《滴蜜器：第一辑》，1984年曾在公告牌二百强专辑榜上达到第四位。
独立厂牌常在发行全长专辑前发行迷你专辑。1987年，4AD就在小妖精乐队的首专《来吧朝圣者》和Throwing Muses的第二张专辑《胖滑雪者》上应用了这一策略。